# Fals vampir llanós
El fals vampir llanós (Chrotopterus auritus) és una espècie de ratpenat nadiua de Centreamèrica i Sud-amèrica, on viu des del sud de Mèxic fins al nord de l'Argentina, el Paraguai i el sud del Brasil, que pertany al gènere monotípic Chrotopterus.
Són ratpenats grans, la segona espècie més grossa de ratpenat del neotròpic, que s'alimenten de fruits, coleòpters, arnes, lacertilis, petits mamífers (inclosos opòssums i rosegadors), ocells (inclosos els passeriformes) i altres espècies de ratpenat. Poden capturar preses de fins a 70 grams, encara que generalment s'alimenten de petits vertebrats d'entre 10 i 35 grams.
Aquesta espècie viu al boscos subtropicals temperats, generalment refugiant-se en coves i troncs buits on de vegades porta la presa per menjar-se-la.
El seu vol és lent, en part per la seva mida, volant entre 1 i 2 metres sobre el terra i generalment entre matollars densos. Donen a llum una única cria després d'un període de gestació de més de 100 dies. La mida de les colònies varia d'un a set individus, format per una parella adulta de mascle-femella i les cries.